# Île San Benedicto
L'île San Benedicto est la troisième plus grande île des îles Revillagigedo, archipel volcanique mexicain de l'océan Pacifique. Elle se situe à 51 km au nord-nord-est de l'île Socorro et à 404 km au sud-sud-ouest de la ville de Cabo San Lucas, en Basse-Californie du Sud.

## Histoire

### Origine du nom
San Benedicto signifie "Saint Benoît" en espagnol.

## Géographie
Elle mesure 4,8 km sur 2,4 km avec une superficie de 10 km2. C'est une île d'origine volcanique avec 2 sommets proéminents. Le plus grand pic s'élève jusqu'à 310 mètres à l'extrémité sud de l'île, formant un cratère volcanique typique. La seule éruption connue de Barcena débuta le 1er août 1952 pour s'achever le 24 février 1953. L'éruption détruisit la plupart de la flore et de la faune terrestre et une espèce endémique de troglodyte des rochers (oiseaux), le troglodyte de San Benedicto.

### Hydrologie
L'île de San Benedicto est un site réputé de plongée sous-marine, connue pour ses dauphins, requins, raies mantas et autres poissons. Une zone nommée « la bouilloire » est réputées pour ses raies mantas géantes du Pacifique mais on trouve aussi aux environs de l'île des requins tigres, des requins des Galápagos, des requins soyeux et des baleines à bosse. Comme il n'y a pas d'aéroport sur l'île, les expéditions de plongée sont organisées par bateaux depuis Cabo San Lucas, au Mexique. Les mois les plus adaptés pour la plongée sont de novembre à mai quand le temps et la mer sont cléments.